# 海印股份
广东海印集团股份有限公司（简称：海印股份、曾用简称：茂名永业，深交所除牌前：000861）是一家从事房地产管理、日用百货零售及高岭土、炭黑系列产品的制造和销售的综合类股份制上市公司。
公司前身为1992年12月由茂名市化工一厂成立的茂名永业（集团）股份有限公司，1998年10月28日在深圳证券交易所A股上市，证券简称茂名永业。2003年8月茂名市财政局将其持有该公司的国有股全部转让给广州海印实业集团有限公司，后者成为公司第一大股东。2004年9月更名为广东海印永业（集团）股份有限公司，2006年7月4日进行股权分置改革。2008年10月20日收购11处商业资产，2010年8月31日公司名称变更为现名。